# صومعه علیا (مراغه)
صومعه علیا یکی از روستاهای استان آذربایجان شرقی است که در دهستان سراجوی شرقی بخش سراجو شهرستان مراغه واقع شده‌است.
دارای باغ های سیب مرغوب می باشد.
درآمد ساکنین روستا از محل فروش سیب و نگهداری دام و فروش شیر و دام می باشد 
دهیاری روستا فعالیت چندانی ندارد بطوریکه شبکه های صداوسیما هیچ کدام با وسایل ارتباطی معمولی قابل دریافت نیست و دانش آموزان تا کلاس ششم در روستا می‌توانند تحصیل دانش نمایند اهالی روستا اکثر دعواهای محلی و حتی خانوادگی خود را با میانجگیری ریش سفیدان حل و فصل می نمایند و یکی از اهالی تاثیر زیادی در بین افراد دارد و مورد احترام اهالی هست [حاج رضاقلی امامی] مراسم عزاداری حسینی گرم و پر شوری دارند دارای یک مدرسه که توسط خیرین مدرسه ساز ساخته شده و دو مسجد می باشد